# Béla Tarr
Béla Tarr (Pécs, 21 juli 1955) is een Hongaars regisseur en scenarist.
Tarr begon op zijn zestiende met het maken van naturalistische en geëngageerde sociaaldrama's en documentaires. In 1979 regisseerde hij zonder budget en met enkel amateur-acteurs de film Családi tűzfészek. Na het voltooien van Családi tűzfészek begon Tarr zijn studie aan de filmacademie van Boedapest.
Zijn films zijn minimalistische, traag vertelde parabels, opgenomen in zwart-wit fotografie met lange takes en een minimum aan montage. Zijn latere films hebben een sterk beschouwend en contemplatief karakter. Qua stijl en thematiek wordt hij door critici weleens vergeleken met Carl Theodor Dreyer, Robert Bresson, Orson Welles, en Andrej Tarkovski.
Tarr heeft een grote reputatie en is invloedrijk in de wereld van de cinema. Zijn internationaal meest geprezen films zijn de 450 minuten durende Sátántangó (1994) en Werckmeister harmóniák uit 2000.

## Filmografie (selectie)
- 1979: Családi tűzfészek
- 1980: Szabatgyalog
- 1982: Panelkapcsolat
- 1988: Kárhozat
- 1994: Sátántangó
- 2000: Werckmeister harmóniák
- 2007: A Londoni férfi
- 2011: A torinói ló